# دریم کنسرت
دریم کنسرت (انگلیسی: Dream Concert; کره‌ای: 드림콘서트; لاتین‌نویسی اصلاح‌شده: Deurimkonseoteu) یکی از بزرگ‌ترین کنسرت‌های اشتراکی کی-پاپ در کره جنوبی است که سالانه به میزبانی انجمن تهیه‌کنندگان سرگرمی کره (کی‌ئی‌پی‌ای) برگزار می‌شود. هرسال تعدادی از محبوب‌ترین آرتیست‌های کی-پاپ برای اجرای خود به این کنسرت می‌پیوندند.